# Iron Maiden-dalok listája

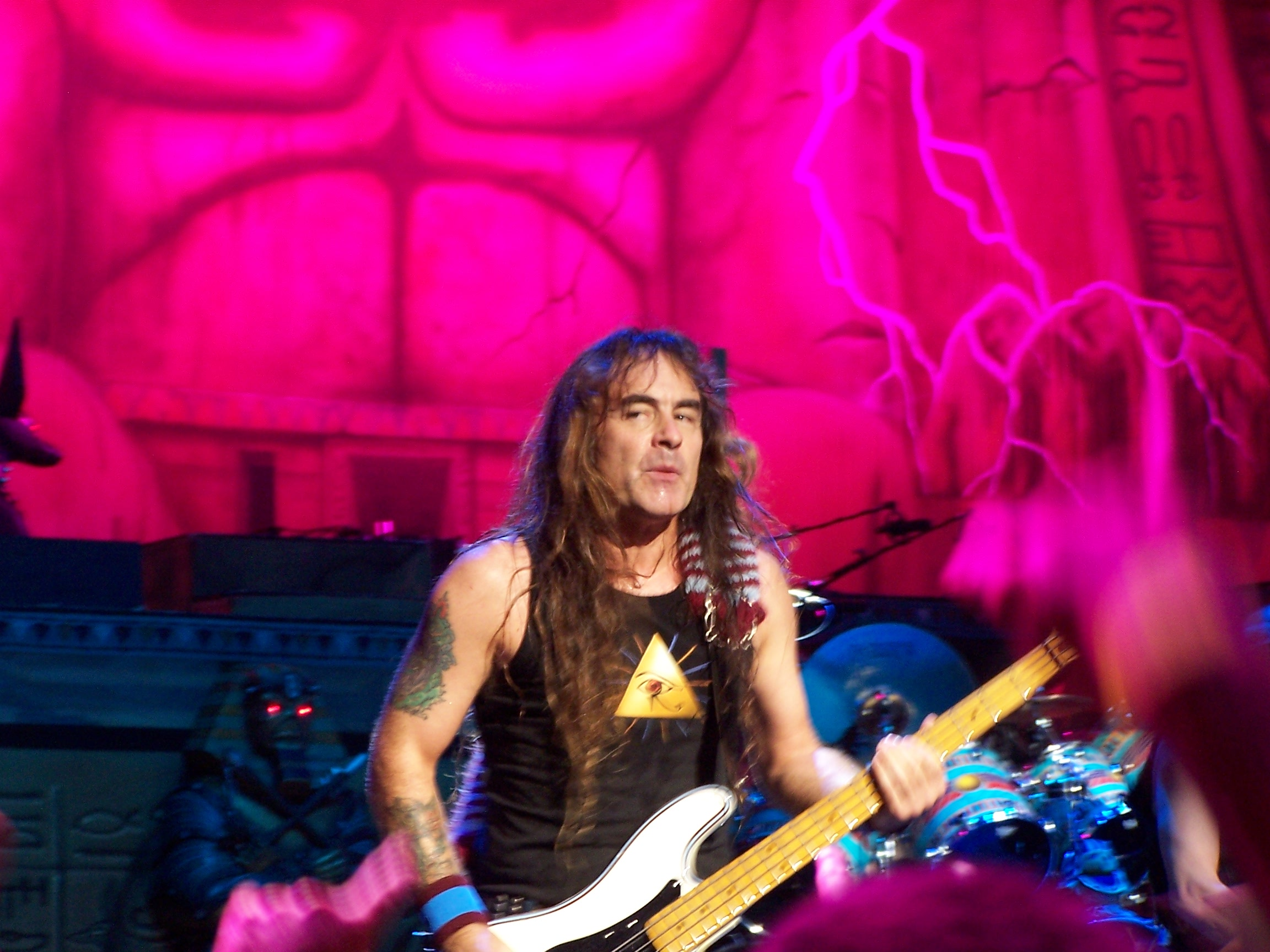
Steve Harris, aki a dalok legnagyobb részét szerezte

Ez a lista tartalmazza az Iron Maiden brit heavy metal-együttes összes dalát. A lista tartalmazza a stúdióalbumokon nem, de a kislemezeken szereplő dalokat, valamint a feldolgozásokat is.

## Eredeti dalok
| Cím                                        | Album                        | Év   | Szerző(k)                                            |
| ------------------------------------------ | ---------------------------- | ---- | ---------------------------------------------------- |
| 2 A.M.                                     | The X Factor                 | 1995 | Blaze Bayley, Janick Gers, Steve Harris              |
| 2 Minutes to Midnight                      | Powerslave                   | 1984 | Bruce Dickinson, Adrian Smith                        |
| 22 Acacia Avenue                           | The Number of the Beast      | 1982 | Adrian Smith, Steve Harris                           |
| Aces High                                  | Powerslave                   | 1984 | Steve Harris                                         |
| Afraid to Shoot Strangers                  | Fear of the Dark             | 1992 | Steve Harris                                         |
| Age of Innocence                           | Dance of Death               | 2003 | Dave Murray, Steve Harris                            |
| Alexander the Great                        | Somewhere in Time            | 1986 | Steve Harris                                         |
| Another Life                               | Killers                      | 1981 | Steve Harris                                         |
| Back in the Village                        | Powerslave                   | 1984 | Bruce Dickinson, Adrian Smith                        |
| Be Quick or Be Dead                        | Fear of the Dark             | 1992 | Bruce Dickinson, Janick Gers                         |
| Blood Brothers                             | Brave New World              | 2000 | Steve Harris                                         |
| Blood on the World's Hands                 | The X Factor                 | 1995 | Steve Harris                                         |
| Brave New World                            | Brave New World              | 2000 | Bruce Dickinson, Dave Murray, Steve Harris           |
| Brighter Than a Thousand Suns              | A Matter of Life and Death   | 2006 | Bruce Dickinson, Steve Harris, Adrian Smith          |
| Bring Your Daughter... to the Slaughter    | No Prayer for the Dying      | 1990 | Bruce Dickinson                                      |
| Can I Play with Madness                    | Seventh Son of a Seventh Son | 1988 | Bruce Dickinson, Adrian Smith, Steve Harris          |
| Caught Somewhere in Time                   | Somewhere in Time            | 1986 | Steve Harris                                         |
| Chains of Misery                           | Fear of the Dark             | 1992 | Bruce Dickinson, Dave Murray                         |
| Charlotte the Harlot                       | Iron Maiden                  | 1980 | Dave Murray                                          |
| Childhood's End                            | Fear of the Dark             | 1992 | Steve Harris                                         |
| Children of the Damned                     | The Number of the Beast      | 1982 | Steve Harris                                         |
| Coming Home                                | The Final Frontier           | 2010 | Adrian Smith, Steve Harris, Bruce Dickinson          |
| Como Estais Amigos                         | Virtual XI                   | 1998 | Blaze Bayley, Janick Gers                            |
| Dance of Death                             | Dance of Death               | 2003 | Janick Gers, Steve Harris                            |
| Déjà Vu                                    | Somewhere in Time            | 1986 | Steve Harris                                         |
| Die With Your Boots On                     | Piece of Mind                | 1983 | Bruce Dickinson, Adrian Smith, Steve Harris          |
| Different World                            | A Matter of Life and Death   | 2006 | Steve Harris, Adrian Smith                           |
| Don't Look to the Eyes of a Stranger       | Virtual XI                   | 1998 | Steve Harris                                         |
| Dream of Mirrors                           | Brave New World              | 2000 | Janick Gers, Steve Harris                            |
| Drifter                                    | Killers                      | 1981 | Steve Harris                                         |
| El Dorado                                  | The Final Frontier           | 2010 | Adrian Smith, Steve Harris, Bruce Dickinson          |
| Face in the Sand                           | Dance of Death               | 2003 | Bruce Dickinson, Adrian Smith, Steve Harris          |
| Fates Warning                              | No Prayer for the Dying      | 1990 | Dave Murray, Steve Harris                            |
| Fear is the Key                            | Fear of the Dark             | 1992 | Bruce Dickinson, Janick Gers                         |
| Fear of the Dark                           | Fear of the Dark             | 1992 | Steve Harris                                         |
| Flash of the Blade                         | Powerslave                   | 1984 | Bruce Dickinson                                      |
| Flight of Icarus                           | Piece of Mind                | 1983 | Bruce Dickinson, Adrian Smith                        |
| For the Greater Good of God                | A Matter of Life and Death   | 2006 | Steve Harris                                         |
| Fortunes of War                            | The X Factor                 | 1995 | Steve Harris                                         |
| From Here to Eternity                      | Fear of the Dark             | 1992 | Steve Harris                                         |
| Futureal                                   | Virtual XI                   | 1998 | Blaze Bayley, Steve Harris                           |
| Gangland                                   | The Number of the Beast      | 1982 | Adrian Smith, Clive Burr                             |
| Gates of Tomorrow                          | Dance of Death               | 2003 | Bruce Dickinson, Janick Gers, Steve Harris           |
| Genghis Khan                               | Killers                      | 1981 | Steve Harris (instrumentális)                        |
| Ghost of the Navigator                     | Brave New World              | 2000 | Bruce Dickinson, Janick Gers, Steve Harris           |
| Hallowed Be Thy Name                       | The Number of the Beast      | 1982 | Steve Harris                                         |
| Heaven Can Wait                            | Somewhere in Time            | 1986 | Steve Harris                                         |
| Holy Smoke                                 | No Prayer for the Dying      | 1990 | Bruce Dickinson, Steve Harris                        |
| Hooks in You                               | No Prayer for the Dying      | 1990 | Bruce Dickinson, Adrian Smith                        |
| Infinite Dreams                            | Seventh Son of a Seventh Son | 1988 | Steve Harris                                         |
| Innocent Exile                             | Killers                      | 1981 | Steve Harris                                         |
| Invaders                                   | The Number of the Beast      | 1982 | Steve Harris                                         |
| Iron Maiden                                | Iron Maiden                  | 1980 | Steve Harris                                         |
| Isle of Avalon                             | The Final Frontier           | 2010 | Adrian Smith, Steve Harris                           |
| Journeyman                                 | Dance of Death               | 2003 | Bruce Dickinson, Adrian Smith, Steve Harris          |
| Judas Be My Guide                          | Fear of the Dark             | 1992 | Bruce Dickinson, Dave Murray                         |
| Judgement of Heaven                        | The X Factor                 | 1995 | Steve Harris                                         |
| Killers                                    | Killers                      | 1981 | Paul Di'Anno, Steve Harris                           |
| Lightning Strikes Twice                    | Virtual XI                   | 1998 | Dave Murray, Steve Harris                            |
| Look for the Truth                         | The X Factor                 | 1995 | Blaze Bayley, Janick Gers, Steve Harris              |
| Lord of Light                              | A Matter of Life and Death   | 2006 | Bruce Dickinson, Adrian Smith, Steve Harris          |
| Lord of the Flies                          | The X Factor                 | 1995 | Janick Gers, Steve Harris                            |
| Losfer Words (Big 'Orra)                   | Powerslave                   | 1984 | Steve Harris (instrumentális)                        |
| Man on the Edge                            | The X Factor                 | 1995 | Blaze Bayley, Janick Gers                            |
| Moonchild                                  | Seventh Son of a Seventh Son | 1988 | Bruce Dickinson, Adrian Smith                        |
| Mother of Mercy                            | The Final Frontier           | 2010 | Adrian Smith, Steve Harris                           |
| Mother Russia                              | No Prayer for the Dying      | 1990 | Steve Harris                                         |
| Montségur                                  | Dance of Death               | 2003 | Bruce Dickinson, Janick Gers, Steve Harris           |
| Murders in the Rue Morgue                  | Killers                      | 1981 | Steve Harris                                         |
| New Frontier                               | Dance of Death               | 2003 | Bruce Dickinson, Adrian Smith, Nicko McBrain         |
| No More Lies                               | Dance of Death               | 2003 | Steve Harris                                         |
| No Prayer for the Dying                    | No Prayer for the Dying      | 1990 | Steve Harris                                         |
| Only the Good Die Young                    | Seventh Son of a Seventh Son | 1988 | Bruce Dickinson, Steve Harris                        |
| Out of the Shadows                         | A Matter of Life and Death   | 2006 | Bruce Dickinson, Steve Harris                        |
| Out of the Silent Planet                   | Brave New World              | 2000 | Bruce Dickinson, Janick Gers, Steve Harris           |
| Paschendale                                | Dance of Death               | 2003 | Adrian Smith, Steve Harris                           |
| Phantom of the Opera                       | Iron Maiden                  | 1980 | Steve Harris                                         |
| Powerslave                                 | Powerslave                   | 1984 | Bruce Dickinson                                      |
| Prodigal Son                               | Killers                      | 1981 | Steve Harris                                         |
| Prowler                                    | Iron Maiden                  | 1980 | Steve Harris                                         |
| Public Enema Number One                    | No Prayer for the Dying      | 1990 | Bruce Dickinson, Dave Murray                         |
| Purgatory                                  | Killers                      | 1981 | Steve Harris                                         |
| Quest for Fire                             | Piece of Mind                | 1983 | Steve Harris                                         |
| Rainmaker                                  | Dance of Death               | 2003 | Bruce Dickinson, Dave Murray, Steve Harris           |
| Remember Tomorrow                          | Iron Maiden                  | 1980 | Paul Di'Anno, Steve Harris                           |
| Revelations                                | Piece of Mind                | 1983 | Bruce Dickinson                                      |
| Rime of the Ancient Mariner                | Powerslave                   | 1984 | Steve Harris                                         |
| Run Silent Run Deep                        | No Prayer for the Dying      | 1990 | Bruce Dickinson, Steve Harris                        |
| Run to the Hills                           | The Number of the Beast      | 1982 | Steve Harris                                         |
| Running Free                               | Iron Maiden                  | 1980 | Paul Di'Anno, Steve Harris                           |
| Sanctuary                                  | Iron Maiden                  | 1980 | Steve Harris                                         |
| Satellite 15... The Final Frontier         | The Final Frontier           | 2010 | Adrian Smith, Steve Harris                           |
| Sea of Madness                             | Somewhere in Time            | 1986 | Adrian Smith                                         |
| Seventh Son of a Seventh Son               | Seventh Son of a Seventh Son | 1988 | Steve Harris                                         |
| Sign of the Cross                          | The X Factor                 | 1995 | Steve Harris                                         |
| Starblind                                  | The Final Frontier           | 2010 | Adrian Smith, Steve Harris, Bruce Dickinson          |
| Still Life                                 | Piece of Mind                | 1983 | Dave Murray, Steve Harris                            |
| Strange World                              | Iron Maiden                  | 1980 | Steve Harris                                         |
| Stranger in a Strange Land                 | Somewhere in Time            | 1986 | Adrian Smith                                         |
| Sun and Steel                              | Piece of Mind                | 1983 | Bruce Dickinson, Adrian Smith                        |
| Tailgunner                                 | No Prayer for the Dying      | 1990 | Bruce Dickinson, Steve Harris                        |
| The Aftermath                              | The X Factor                 | 1995 | Blaze Bayley, Janick Gers, Steve Harris              |
| The Alchemist                              | The Final Frontier           | 2010 | Janick Gers, Steve Harris, Bruce Dickinson           |
| The Angel and the Gambler                  | Virtual XI                   | 1998 | Steve Harris                                         |
| The Apparition                             | Fear of the Dark             | 1992 | Steve Harris, Janick Gers                            |
| The Assassin                               | No Prayer for the Dying      | 1990 | Steve Harris                                         |
| The Clairvoyant                            | Seventh Son of a Seventh Son | 1988 | Steve Harris                                         |
| The Clansman                               | Virtual XI                   | 1998 | Steve Harris                                         |
| The Duellists                              | Powerslave                   | 1984 | Steve Harris                                         |
| The Edge of Darkness                       | The X Factor                 | 1995 | Blaze Bayley, Janick Gers, Steve Harris              |
| The Educated Fool                          | Virtual XI                   | 1998 | Steve Harris                                         |
| The Evil That Men Do                       | Seventh Son of a Seventh Son | 1988 | Bruce Dickinson, Adrian Smith, Steve Harris          |
| The Fallen Angel                           | Brave New World              | 2000 | Adrian Smith, Steve Harris                           |
| The Fugitive                               | Fear of the Dark             | 1992 | Steve Harris                                         |
| The Ides of March                          | Killers                      | 1981 | Steve Harris (instrumentális)                        |
| The Legacy                                 | A Matter of Life and Death   | 2006 | Steve Harris, Janick Gers                            |
| The Loneliness of the Long Distance Runner | Somewhere in Time            | 1986 | Steve Harris                                         |
| The Longest Day                            | A Matter of Life and Death   | 2006 | Bruce Dickinson, Adrian Smith, Steve Harris          |
| The Man Who Would Be King                  | The Final Frontier           | 2010 | Dave Murray, Steve Harris                            |
| The Mercenary                              | Brave New World              | 2000 | Janick Gers, Steve Harris                            |
| The Nomad                                  | Brave New World              | 2000 | Dave Murray, Steve Harris                            |
| The Number of the Beast                    | The Number of the Beast      | 1982 | Steve Harris                                         |
| The Pilgrim                                | A Matter of Life and Death   | 2006 | Steve Harris, Janick Gers                            |
| The Prisoner                               | The Number of the Beast      | 1982 | Adrian Smith, Steve Harris                           |
| The Prophecy                               | Seventh Son of a Seventh Son | 1988 | Dave Murray, Steve Harris                            |
| The Talisman                               | The Final Frontier           | 2010 | Janick Gers, Steve Harris                            |
| The Reincarnation of Benjamin Breeg        | A Matter of Life and Death   | 2006 | Steve Harris, Dave Murray                            |
| The Thin Line Between Love & Hate          | Brave New World              | 2000 | Dave Murray, Steve Harris                            |
| The Trooper                                | Piece of Mind                | 1983 | Steve Harris                                         |
| The Unbeliever                             | The X Factor                 | 1995 | Janick Gers, Steve Harris                            |
| The Wicker Man                             | Brave New World              | 2000 | Bruce Dickinson, Adrian Smith, Steve Harris          |
| These Colours Don't Run                    | A Matter of Life and Death   | 2006 | Bruce Dickinson, Adrian Smith, Steve Harris          |
| To Tame a Land                             | Piece of Mind                | 1983 | Steve Harris                                         |
| Total Eclipse                              | The Number of the Beast      | 1982 | Dave Murray, Steve Harris, Clive Burr                |
| Transylvania                               | Iron Maiden                  | 1980 | Steve Harris (instrumentális)                        |
| Twilight Zone                              | Killers                      | 1981 | Steve Harris, Dave Murray                            |
| Virus                                      | The Best Of The B'Sides      | 2002 | Steve Harris, Dave Murray, Janick Gers, Blaze Bayley |
| Wasted Years                               | Somewhere in Time            | 1986 | Adrian Smith                                         |
| Wasting Love                               | Fear of the Dark             | 1992 | Bruce Dickinson, Janick Gers                         |
| Weekend Warrior                            | Fear of the Dark             | 1992 | Steve Harris, Janick Gers                            |
| When the Wild Wind Blows                   | The Final Frontier           | 2010 | Steve Harris                                         |
| When Two Worlds Collide                    | Virtual XI                   | 1998 | Blaze Bayley, Dave Murray, Steve Harris              |
| Where Eagles Dare                          | Piece of Mind                | 1983 | Steve Harris                                         |
| Wildest Dreams                             | Dance of Death               | 2003 | Adrian Smith, Steve Harris                           |
| Wrathchild                                 | Killers                      | 1981 | Steve Harris                                         |

## B-oldalas dalok
| Cím                               | Kislemez                | Év   | Szerző(k)                               |
| --------------------------------- | ----------------------- | ---- | --------------------------------------- |
| Bayswater Ain't a Bad Place to Be | Be Quick or Be Dead     | 1992 | Bruce Dickinson, Janick Gers            |
| Black Bart Blues                  | Can I Play with Madness | 1986 | Steve Harris, Bruce Dickinson           |
| I Live My Way                     | Man on the Edge         | 1995 | Steve Harris, Blaze Bayley, Janick Gers |
| Invasion                          | Women in Uniform        | 1980 | Steve Harris                            |
| Judgement Day                     | Man on the Edge         | 1995 | Blaze Bayley, Janick Gers               |
| Justice of the Peace              | Man on the Edge         | 1995 | Steve Harris, Dave Murray               |
| More Tea Vicar                    | Rainmaker               | 2003 | Iron Maiden                             |
| Pass the Jam                      | Wildest Dreams          | 2003 | Iron Maiden                             |
| Sheriff of Huddersfield           | Wasted Years            | 1986 | Iron Maiden                             |

## Feldolgozások
| Cím                     | Kislemez                                | Év   | Eredeti szerző(k)                               |
| ----------------------- | --------------------------------------- | ---- | ----------------------------------------------- |
| All in Your Mind        | Holy Smoke                              | 1990 | Del Bromham (Stray)                             |
| Communication Breakdown | Bring Your Daughter... to the Slaughter | 1990 | Bonham, Jones, Page (Led Zeppelin)              |
| Cross-Eyed Mary         | The Trooper                             | 1983 | Ian Anderson (Jethro Tull)                      |
| Doctor Doctor           | Lord of the Flies                       | 1996 | Michael Schenker, Phil Mogg (UFO)               |
| Hocus Pocus             | Different World                         | 2006 | Jan Akkerman, Thijs van Leer (Focus)            |
| I Can't See My Feelings | From Here to Eternity                   | 1992 | Tony Bourge, Burke Shelley (Budgie)             |
| I'm a Mover             | Bring Your Daughter... to the Slaughter | 1990 | Andy Fraser, Paul Rodgers (Free)                |
| I've Got the Fire       | Sanctuary                               | 1980 | Ronnie Montrose (Monstrose)                     |
| Juanita                 | Stranger in a Strange Land              | 1986 | Barnacle, O'Neil (Marshall Fury)                |
| Kill Me Ce Soir         | Holy Smoke                              | 1990 | Kooymans, Hay, Frenton (Golden Earring)         |
| King of Twilight        | Aces High                               | 1984 | Nektar                                          |
| Massacre                | Can I Play with Madness                 | 1988 | Downey, Gorham, Lynott (Thin Lizzy)             |
| My Generation           | Lord of the Flies                       | 1996 | Pete Townshend (The Who)                        |
| Rainbow's Gold          | 2 Minutes to Midnight                   | 1984 | Terry Slesser, Kenny Mountain (Beckett)         |
| Reach Out               | Wasted Years                            | 1986 | Dave Colwell (Entire Population of Hackney)     |
| Roll Over Vic Vella     | From Here to Eternity                   | 1992 | Chuck Berry                                     |
| Space Station #5        | Be Quick or Be Dead                     | 1992 | Ronnie Montrose (Montrose)                      |
| That Girl               | Stranger in a Strange Land              | 1986 | Barnett, Colwell (Entire Population of Hackney) |
| Women in Uniform        | Women in Uniform                        | 1980 | Greg Macainsh (Skyhooks)                        |